# 51. (makedonska) divizija (NOVJ)
51. (makedonska) divizija je bila partizanska divizija, ki je delovala v sklopu NOV in POJ v Jugoslaviji med drugo svetovno vojno.
Ustanovljena je bila 19. oktobra 1944 in 6. decembra 1944 je bila preimenovana v 50. divizijo.